# Station Dubielno
Station Dubielno is een spoorwegstation in de Poolse plaats Dubielno.